# Kolathuru, Tirumakudal Narsipur
Kolathuru là một làng thuộc tehsil Tirumakudal Narsipur, huyện Mysore, bang Karnataka, Ấn Độ.